# 神州一味噌
神州一味噌株式会社（しんしゅういちみそ）は、東京都渋谷区恵比寿に本社を持つ味噌メーカーでサッポロホールディングスの子会社である。

## 沿革
- 1662年（寛文2年） - 長野県諏訪市にて酒造業として創業。
- 1916年（大正5年） - 丸高工場を設立し、味噌・醤油の製造を開始。
- 1932年（昭和7年） - 東京都中野区に味噌工場を設立。
- 1933年（昭和8年） - 宮坂醸造株式会社を設立。
- 1973年（昭和48年） - 東京都東久留米市に東久留米工場を設立。
- 1978年（昭和53年） - 山梨県甲府市に甲府工場を設立。
- 2007年（平成19年） - 山梨県上野原市に上野原工場を設立。
- 2016年（平成28年）
  - 4月25日 - サッポロホールディングスと資本業務提携を締結（酒類事業を行う宮坂醸造は対象外）。
  - 9月5日 - サッポロHDが第三者割当増資により株式の51%を取得し、同社の子会社となる[2]。
  - 12月19日 - 本社を中野区野方2-4-5から東久留米市前沢3-15-8の東久留米工場敷地内に移転[3]。野方の旧本社前には関東バス「宮坂醸造」停留所があったが、同日に「平和の森小学校」に変更された[4]。宮坂ホールディングスは従来通り野方に本社を置く。
- 2017年（平成29年）7月1日 - 社名を「宮坂醸造株式会社」から「神州一味噌株式会社」へ変更。本店登記を神州一味噌発祥の蔵である「丸高蔵」の所在地へ変更。
- 2021年（令和3年）9月21日 - 本社を東京都東久留米市から東京都渋谷区恵比寿のサッポロホールディングス本社ビル（恵比寿ガーデンプレイス内）へ移転した[5]。

## 事業所
本店・丸高蔵
- 長野県諏訪市高島1-8-30

東京本社
- 東京都渋谷区恵比寿4-20-1

上野原工場
- 山梨県上野原市八ツ沢2193-124

甲府工場
- 山梨県甲府市高室町170

大阪営業所
- 大阪府大阪市中央区今橋3-3-13 ニッセイ淀屋橋イースト7階

## 家庭用商品

### 味噌

#### だしなし味噌
- み子ちゃん印
- 国産減塩 500g
- 一流好み 500g
- 減塩 500g
- 減塩 300g

#### だし入り味噌
- だし入りみ子ちゃん あわせ
- だし入りみ子ちゃん 白
- だし入りみ子ちゃん 減塩

### 即席

#### カップみそ汁
- おいしいね!! たまねぎ カップ
- おいしいね!! とん汁
- おいしいね!! むき身あさり
- おいしいね!! むき身しじみ
- おいしいね!! なめこ
- おいしいね!! かに汁
- おいしいね!! 長ねぎ
- おいしいね!! とうふとわかめ
- おいしいね!! 赤だし

#### 即席みそ汁
- おいしいね!! たまねぎ 3食
- おいしいね!! コクが自慢のとん汁 3食
- おいしいね!! コクが自慢のとん汁 20食
- おいしいね!! ふっくらむき身あさり汁 3食
- おいしいね!! 風味豊かなかにだし汁 3食
- おいしいね!! 大きな乱切り揚げなす汁 3食
- 国産しじみ汁 4食
- 国産野菜のおみそ汁8食
- 得入り8食 長ねぎ
- 即席生みそ汁 あら汁仕立て 8食
- 即席生みそ汁 かにだし 8食
- 即席生みそ汁 あおさ減塩 8食

#### お徳用タイプ
- お得な12食 あわせ
- お得な12食 減塩
- お徳用20食 あわせ
- お徳用20食 減塩

#### フリーズドライ
- みそ汁食堂 おかずになる一杯 たっぷり具材の野菜汁 5食
- みそ汁食堂 味噌屋の一杯 とん汁 10食
- みそ汁食堂 味噌屋の一杯 10食

### フリーズドライ

#### 春の七草
- 春の七草がゆセット【季節限定商品】
- 春の七草きざみ【季節限定商品】

#### 防災食
- 5年保存防災食 ポケットワン おみそ汁
- 5年保存防災食 ポケットワン わかめスープ
- 5年保存防災食 ポケットワン コーンスープ

## 業務用商品

### 味噌
- 板長好み 白みそ
- 板長好み 赤みそ
- 和み白
- 和み赤
- 吟撰 粒
- 千客万来 白
- 千客万来 あわせ
- 田舎みそ
- 国産原料味噌（白）
- 国産原料100％ 白
- 国産原料味噌（赤）
- 国産原料100％ 赤
- 業務用 減塩
- 甲州田舎みそ

### 即席みそ汁
- 業務用 わかめみそ汁
- 業務用 あさりみそ汁
- 業務用 しじみみそ汁
- 業務用 油あげみそ汁

### プロ用調理製品
- 板長好み 煎り酒
- 味百味 業務用
- 板長好み 味噌鍋の素
- ルーみそ かつおだし 白
- 板長好み 味噌屋が作った塩糀 700g
- 板長好み 田楽みそ
- 板長好み 酢みそ
- 板長好み 柚子みそ

### 漬け込み用味噌
- 漬込用京風（漉）
- 漬込用京風（粒）
- もろみ漬用赤
- 加工酒粕
- 板長好み 漬込用粒味噌

### フリーズドライ
- FD 業務用パック 七草きざみ
- FD 業務用パック 小ねぎ
- FD 業務用パック ねぎ
- FD 業務用パック みつば
- FD 業務用パック ほうれん草
- FD 業務用パック 豆腐
- FD 業務用パック 油あげ
- FD 業務用パック 揚げなす

## 過去の商品

### 味噌
- しんちゃん印
- 田舎みそ
- マイルド神州一味噌
- 本生
- ルー・みそ
- みそ汁名人
- 味じまん
- 白づくり
- 赤づくり
- お塩ひかえめ み子ちゃん
- 信州減塩 田舎みそ
- おいしい健康 減塩みそ
- 無添加 こうじ
- 匠のこだわり
- 無添加 一流好み 国産原料100%
- 無添加 減塩 500g
- 無添加 減塩 300g
- 信州諏訪産無添加 留釜仕込み赤
- 信州諏訪産無添加 きぬごし白

### 即席
- 田舎造り
- 山菜造り
- 野菜造り
- おいしいね!! あさり
- おいしいね!! しじみ
- お得な12食しじみ汁
- お得な12食しじみ汁減塩
- Wスープ春雨 10食
- Wスープ春雨 10食 減塩

### フリーズドライ
- 味噌屋がつくった 万能調味料

## CM出演者
- ピンク・レディー
- 大山のぶ代
- 大野しげひさ
- 齋藤彩夏

## 提供番組
- 笑点（日本テレビ系列、1966年5月 - 1968年4月）